# Comté de Gallia
Le comté de Gallia – en anglais : Gallia County – est un des 88 comtés de l’État de l’Ohio, aux États-Unis.
Son siège est fixé à Gallipolis.